# Аврора (женский футбольный клуб)
«Аврора» — женский футбольный и мини-футбольный клуб из Санкт-Петербурга. Основан в 1988 году.

## Прежние названия
- 1988—1989 — ЖФК «Аврора»
- 1990—1992 — ЖФК «Прометей»
- 1992 — ЖФК «Динамо-Прометей»[1]
- 1993 — ЖФК «Аврора»
- с 1994 — МЖФК «Аврора»

## История
Футбольный клуб «Аврора» ведет отсчет своей истории с осени 1988 года, когда при Ленинградском прядильно-ниточном комбинате имени С. М. Кирова была создана женская футбольная команда. Уже в 1989 году «Аврора» дебютировала в чемпионате профсоюзов СССР, затем два года под названием «Прометей» играла в чемпионате Советского Союза. 22 декабря 1992 года был создан ФК «Аврора», и команда вернула себе прежнее название. В 1993 году команда показала лучший свой результат в футболе — восьмое место. В 2005 году после десятилетнего перерыва «Аврора» вновь вернулась в большой футбол, играя в первом дивизионе, а затем два сезона в высшем.

Осенью 1994 года «Аврора» дебютировала в Чемпионате России по мини-футболу, где за восемь сезонов пять раз была серебряным призёром и дважды бронзовым, стала четырёхкратным обладателем кубка России (1995, 1996, 1998, 2000 гг.). После шестилетнего перерыва в 2008 году «Аврора» вновь стала обладателем бронзовых медалей, а в 2009 серебряных медалей.

В 2010 году «Аврора» сделала золотой дубль, выиграв Чемпионат и Кубок России по мини-футболу среди женщин.

С 2002 по 2007 год «Аврора» с успехом выступала в футзальных соревнованиях, где трижды выигрывала титул чемпиона России, дважды была серебряным призёром, три раза становилась обладателем Кубка страны. Особенно значимы успехи команды на международной арене. «Аврора» стала пятикратным победителем Кубка европейских чемпионов. Команда с успехом выступала на различных международных турнирах в 14 странах мира. В 2004 году в составе сборной России игроки команды выиграли титул чемпиона Европы — 6 человек, а в 2006 году — титул чемпиона мира — 9 человек. Национальную команду возглавлял Эдуард Баткин, и помогала ему Светлана Прорвина.
В 2010 г. «Аврора» стала бронзовым призёром Кубка наций по мини-футболу в Португалии.
В 2017 г. «Аврора» стала бронзовым призёром турнира Европейских чемпионов.
Сезон-2022/23 команда пропустила, но вернулась в Чемпионат России в сезоне-2023/24.

## Достижения

### Футбол
- 10-е место Чемпионата ВДФСОП 1989 года
- 5-е место (в 1 зоне) Чемпионата СССР 1991 года
- 8-е место Чемпионата России 1993, 2006 и 2007 года
- Финалист Кубка СССР 1991 года
- 1/4 финала Кубка России 1992, 2006 и 2007 года
- 4:0 — самая крупная победа клуба в Чемпионате России (в матчах «Прометей» — «Штурм» и «Прометей» — «Снежана», ? 1992)
- 13:0 — самая крупная победа клуба в Первом дивизионе (в матче «Аврора» — «Балтия-Локомотив», 30 августа 2005)
- 6:0 — самая крупная победа клуба в Кубке СССР (в матче «Прометей» — «Фортуна», ? 1991)
- 4:1 — самая крупная победа клуба в Кубке России (в матче «Искра» — «Аврора», 3 мая 2006)
- 0:6 — самое крупное поражение клуба в Чемпионате России (в матче «Россиянка» — «Аврора», 17 августа 2007)
- 0:3 — самое крупное поражение клуба в Первом дивизионе (в матче «Виктория» — «Аврора», 6 августа 2005)
- 0:1 — самое крупное поражение клуба в Кубке СССР (в матче «Прометей» — «Легенда», 7 мая 1991)
- 1:10 — самое крупное поражение клуба в Кубке России (в матче «Россиянка» — «Аврора», 25 июня 2006)

### Мини-футбол
- Чемпион России (6): 2009/10, 2013/14, 2015/16, 2017/18, 2018/19, 2019/20
- Серебряный призёр чемпионата России (10): 1996/97, 1997/98, 1998/99, 1999/2000, 2001/02, 2008/09, 2009/10, 2013/14, 2014/15, 2020/21
- Бронзовый призёр чемпионата России (6): 1995/96, 2000/01, 2007/08, 2010/11, 2016/17, 2021/22
- Обладатель Кубка России (8): 1995, 1996, 1998, 2000, 2009/10, 2015/16, 2017/18, 2019/20
- Финалист Кубка России (8): 1999, 2010/11, 2011/12, 2012/13, 2016/17, 2018/19, 2020/21, 2024/25
- Чемпион Санкт-Петербурга по мини-футболу - 2009

### Футзал
- Четырёхкратный чемпион России: 2002, 2004, 2006, 2010
- Двукратный обладатель кубка России: 2003, 2005
- Обладатель Кубка Федерации футзала России 2003
- Трёхкратный обладатель Кубка Чемпионов Европейских стран: 2003, 2004, 2005

## Результаты выступлений (Футбол)
без учёта мячей забитых в сериях послематчевых пенальти
с учётом технических результатов

| Сезон                                         | Клуб                                          | Чемпионат ВДФСОП                              | Чемпионат ВДФСОП                              | Чемпионат ВДФСОП                              | Чемпионат ВДФСОП | Чемпионат ВДФСОП | Чемпионат ВДФСОП | Чемпионат ВДФСОП | Чемпионат ВДФСОП | Чемпионат ВДФСОП | Чемпионат ВДФСОП | Чемпионат ВДФСОП | Кубок         | Источники   |  |
| Сезон                                         | Клуб                                          | Лига/Дивизион                                 | Этап                                          | Место                                         | И                | В                | Н                | П                | МЗ               | МП               | РМ               | О                | Кубок         | Источники   |  |
| --------------------------------------------- | --------------------------------------------- | --------------------------------------------- | --------------------------------------------- | --------------------------------------------- | ---------------- | ---------------- | ---------------- | ---------------- | ---------------- | ---------------- | ---------------- | ---------------- | ------------- | ----------- |  |
| 1989                                          | Аврора (Ленинград)                            | Высшая лига                                   | Третья зона                                   | 3 из 10                                       | 18               | 7                | 6                | 5                | 21               | 16               | +5               | 20               | не проводился | [ 2 ]       |  |
| 1989                                          | Аврора (Ленинград)                            | Высшая лига                                   | Турнир за 7 место                             | 10 из 30                                      | 5                | 1                | 2                | 2                | 3                | 4                | -1               | 4                | не проводился | [ 2 ]       |  |
| 1989                                          | Аврора (Ленинград)                            | Высшая лига                                   | Высшая лига ВДФСОП 1989 (Итог)                | 10 из 30                                      | 23               | 8                | 8                | 7                | 24               | 20               | +4               | 24               | не проводился | [ 2 ]       |  |
|                                               |                                               | Чемпионат СССР                                |                                               |                                               |                  |                  |                  |                  |                  |                  |                  |                  |               |             |  |
| 1990                                          | Прометей (Ленинград)                          | Высшая лига                                   | Вторая зона                                   | 6 из 12                                       | 22               | 8                | 7                | 7                | 21               | 15               | +6               | 23               | не проводился | [ 2 ] [ 3 ] |  |
| 1990                                          | Прометей (Ленинград)                          | Высшая лига                                   | Стыковой матч за 11-е место                   | 12 из 18                                      | 1                | 0                | 1                | 0                | 1                | 1                | 0                | —                | не проводился | [ 2 ] [ 3 ] |  |
| 1990                                          | Прометей (Ленинград)                          | Высшая лига                                   | Высшая лига СССР 1990 (Итог)                  | 12 из 18                                      | 23               | 8                | 8                | 7                | 22               | 16               | +9               | —                | не проводился | [ 2 ] [ 3 ] |  |
| 1991                                          | Прометей (Ленинград)                          | Высшая лига                                   | Первая зона                                   | 5 из 12                                       | 22               | 13               | 3                | 6                | 32               | 18               | +14              | 29               | Финалист      | [ 2 ] [ 4 ] |  |
|                                               |                                               | Чемпионат России                              |                                               |                                               |                  |                  |                  |                  |                  |                  |                  |                  |               |             |  |
| 1992                                          | Прометей (Санкт-Петербург)                    | Высшая лига                                   | —                                             | 9 из 15                                       | 28               | 10               | 6                | 12               | 31               | 33               | -2               | 26               | ¼ финала      | [ 2 ] [ 5 ] |  |
| 1993                                          | Аврора (Санкт-Петербург)                      | Высшая лига                                   | —                                             | 8 из 12                                       | 22               | 7                | 3                | 12               | 17               | 31               | -14              | 17               | 1/16 финала   | [ 2 ] [ 6 ] |  |
| 1994                                          | Аврора (Санкт-Петербург)                      | Высшая лига                                   | —                                             | 10 из 12                                      | 22               | 3                | 8                | 11               | 17               | 38               | -21              | 12               | снялся        | [ 7 ]       |  |
| В сезонах 1995-2004 участие не принимал       |                                               |                                               |                                               |                                               |                  |                  |                  |                  |                  |                  |                  |                  |               |             |  |
| 2005                                          | Аврора (Санкт-Петербург)                      | Первый дивизион                               | —                                             | 3 из 8                                        | 14               | 9                | 2                | 3                | 51               | 9                | +42              | 29               | не участвовал | [ 8 ]       |  |
| 2006                                          | Аврора (Санкт-Петербург)                      | Высший дивизион                               | —                                             | 8 из 9                                        | 16               | 2                | 1                | 13               | 14               | 61               | -47              | 7                | ¼ финала      | [ 9 ]       |  |
| 2007                                          | Аврора (Санкт-Петербург)                      | Высший дивизион                               | —                                             | 8 из 9                                        | 16               | 3                | 1                | 12               | 12               | 65               | -53              | 10               | ¼ финала      | [ 10 ]      |  |
| Итого Высшая лига ВДФСОП (1 сезон)            | Итого Высшая лига ВДФСОП (1 сезон)            | Итого Высшая лига ВДФСОП (1 сезон)            | Итого Высшая лига ВДФСОП (1 сезон)            | Итого Высшая лига ВДФСОП (1 сезон)            | 23               | 8                | 8                | 7                | 24               | 20               | +4               |                  |               |             |  |
| Итого Высшая лига СССР (2 сезона)             | Итого Высшая лига СССР (2 сезона)             | Итого Высшая лига СССР (2 сезона)             | Итого Высшая лига СССР (2 сезона)             | Итого Высшая лига СССР (2 сезона)             | 45               | 21               | 11               | 13               | 54               | 34               | +20              |                  |               |             |  |
| Итого Высшая лига/Высший дивизион (5 сезонов) | Итого Высшая лига/Высший дивизион (5 сезонов) | Итого Высшая лига/Высший дивизион (5 сезонов) | Итого Высшая лига/Высший дивизион (5 сезонов) | Итого Высшая лига/Высший дивизион (5 сезонов) | 104              | 25               | 19               | 60               | 91               | 228              | -137             |                  |               |             |  |
| Итого Первый дивизион (1 сезон)               | Итого Первый дивизион (1 сезон)               | Итого Первый дивизион (1 сезон)               | Итого Первый дивизион (1 сезон)               | Итого Первый дивизион (1 сезон)               | 14               | 9                | 2                | 3                | 51               | 9                | +42              |                  |               |             |  |
| Всего                                         | Всего                                         | Всего                                         | Всего                                         | Всего                                         | 186              | 63               | 40               | 83               | 220              | 291              | -71              |                  |               |             |  |

1. 1 2 3 4 5 6  в сезонах 1989—1994 очки начислялись таким образом: 2 очка за победу, 1 за ничью и 0 за поражение
2. ↑  после сезона 1994 «Аврора» перешла в Чемпионат России по мини-футболу 1994/95
3. ↑  в сезоне 1994 с «Авроры» были сняты 2 очка за неявку на матчи с «Сибирячкой» и «Калужанкой»
4. ↑  после сезона 2007 «Аврора» прекратила участие в Чемпионатах России по футболу

### Кубок СССР/России
без учёта мячей забитых в сериях послематчевых пенальти
без учёта технических результатов

| Сезон                            | Кубок СССР   | Кубок СССР | Кубок СССР | Кубок СССР | Кубок СССР | Кубок СССР | Кубок СССР | Кубок СССР  |
| Сезон                            | И            | В          | Н          | П          | МЗ         | МП         | РМ         | Итог        |
| -------------------------------- | ------------ | ---------- | ---------- | ---------- | ---------- | ---------- | ---------- | ----------- |
| 1991                             | 8            | 4          | 2          | 2          | 12         | 2          | +10        | финалист    |
|                                  | Кубок России |            |            |            |            |            |            |             |
| 1992                             | 3            | 2          | 0          | 1          | 5          | 4          | +1         | ¼ финала    |
| 1993                             | 1            | 0          | 1          | 0          | 0          | 0          | 0          | 1/16 финала |
| 1994                             | —            | —          | —          | —          | —          | —          | —          | ⅛ финала    |
| 2006                             | 2            | 1          | 0          | 1          | 5          | 11         | -6         | ¼ финала    |
| 2007                             | 2            | 1          | 0          | 1          | 1          | 5          | -4         | ¼ финала    |
| Всего в Кубке СССР (1 сезон)     | 8            | 4          | 2          | 2          | 12         | 2          | +10        |             |
| Всего в Кубке России (5 сезонов) | 8            | 4          | 1          | 3          | 11         | 20         | -9         |             |
| Итого                            | 16           | 8          | 3          | 5          | 23         | 22         | +1         |             |

1. ↑  снялся

## Детско-юношеская школа
В феврале 1997 года на базе ДЮСШ-2 Невского района Санкт-Петербурга совместно с ФК «Аврора» было открыто отделение женского мини-футбола, тренером детских команд стала С. А. Прорвина, ранее выступавшая за клуб Сила.
26 октября 2005 года ДЮСШ 2 Невского района была переименована в СДЮСШОР № 2.
29 августа 2017 года в соответствии с Постановлением Правительства Санкт-Петербурга от 29.08.2017 г. №734 СПб ГБОУ ДОД СДЮСШОР №2 Невского района Санкт-Петербурга переименовано в Государственное бюджетное учреждение спортивная школа олимпийского резерва № 2 Невского района Санкт-Петербурга (ГБУ СШОР №2 Невского района Санкт-Петербурга).
СШОР №2 Аврора участвовала в отборе Второго дивизиона в сезонах 2016, 2017, 2018 и 2019 (зона Северо-Запад), но ни разу не выходила в финал Второго дивизиона.